# Slaget vid Rotebro
Slaget vid Rotebro ägde rum 28 september 1497 nedanför fornborgen Rotebro skans i nuvarande Sollentuna kommun norr om Stockholm. Slaget stod mellan ett uppbåd av dalkarlar som var lojala med den svenske riksföreståndaren Sten Sture den äldre och trupper lojala mot den danske unionskungen Hans. Kung Hans, i Sverige ibland kallad Johan II, gick segrande ur striden efter det att hans rytteri mejat ner Sten Stures bondeuppbåd, som försökt fly över Edsån upp mot Rotebro skans. Efter förlusten avstod Sten Sture efter förhandlingar med kung Hans och riksrådet posten som riksföreståndare, fick ansvarsfrihet samt  förläningar. Resultatet blev att kung Hans slutligen kunde göra ett högtidligt intåg i Stockholm och krönas i Storkyrkan med den svenska kungakrona som han fått fjorton år tidigare genom Kalmar recess 1483.